# Desmoxytes
Genre
Desmoxytes est un genre de myriapodes diplopodes de la famille des Paradoxosomatidae.

## Liste d'espèces
Selon Catalogue of Life (27 novembre 2015) :

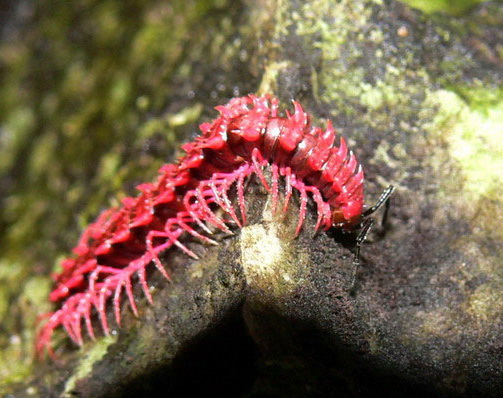
Desmoxytes purpurosea, Thaïlande. Ce joli mille-pattes rose sécrète un poison très toxique.

- Desmoxytes acantherpestes Golovatch & Enghoff, 1994
- Desmoxytes aspera (Attems, 1937)
- Desmoxytes cattienensis Anh, Golovatch & Anichkin, 2005
- Desmoxytes cervaria (Attems, 1953)
- Desmoxytes coniger Chamberlin, 1923
- Desmoxytes enghoffi Anh, Golovatch & Anichkin, 2005
- Desmoxytes gigas Golovatch & Enghoff, 1994
- Desmoxytes hostilis Golovatch & Enghoff, 1994
- Desmoxytes jeekeli Golovatch & Enghoff, 1994
- Desmoxytes longispina Loksa, 1960
- Desmoxytes pilosa (Attems, 1937)
- Desmoxytes planata (Pocock, 1895)
- Desmoxytes purpurosea Enghoff, Sutcharit & Panha, 2007
- Desmoxytes proxima Anh, Golovatch & Anichkin, 2005
- Desmoxytes pterygota Golovatch & Enghoff, 1994
- Desmoxytes rubra Golovatch & Enghoff, 1994
- Desmoxytes specialis Anh, Golovatch & Anichkin, 2005
- Desmoxytes spectabilis (Attems, 1937)
- Desmoxytes taurina (Pocock, 1895)

## Publication originale
- Chamberlin, 1923 : Two Diplopod Immigrants taken at Honolulu. Proceedings of the Biological Society of Washington, vol. 36, p. 165-168 (texte intégral).